# David Rangborg
David Axel Rangborg, född 25 februari 1982 i Solna,[källa behövs] är en svensk skådespelare.

## Biografi
Rangborg är utbildad på Teaterhögskolan i Malmö 2004–2008 och har sedan dess medverkat i ett flertal TV- och teaterproduktioner, bland annat som Svenne i SVT:s Det mest förbjudna om författaren Kerstin Thorvall.

## Filmografi

### TV-serier
- 2011 – Äkta människor
- 2012 – En pilgrims död
- 2016 – Det mest förbjudna
- 2017–2018 – Vår tid är nu (TV-serie)
- 2020 – Kalifat
- 2020 – Alla utom vi
- 2020 – Morden i Sandhamn
- 2021 – Den osannolika mördaren

## Teater

### Roller (ej komplett)
| År   | Roll              | Produktion                                                                              | Regi                     | Teater                   |
| ---- | ----------------- | --------------------------------------------------------------------------------------- | ------------------------ | ------------------------ |
| 2006 | Tony Krille       | Klimax Lisa Langseth                                                                    | Öllegård Goulos          | Dramaten                 |
| 2007 |                   | VD Stig Larsson                                                                         | Henric Holmberg          | Teaterhögskolan i Malmö  |
| 2007 |                   | Oskuld och arsenik Carl Jonas Love Almqvist                                             | Erik Holmström           | Turteatern               |
| 2008 |                   | Syskonbädd Stina Aronson                                                                | Jenny Andreasson         | Riksteatern              |
| 2009 |                   | Publiken (El público) Federico García Lorca                                             | Suzanne Osten            | Göteborgs stadsteater    |
| 2010 |                   | Familjen (August: Osage County) Tracy Letts                                             | Peter Dalle              | Göteborgs stadsteater    |
| 2010 |                   | Anna Karenina (Анна Каренина) Lev Tolstoj                                               | Linus Tunström           | Uppsala stadsteater      |
| 2011 | Bull              | Elake Måns Dennis Magnusson                                                             | Dennis Sandin            | Uppsala stadsteater      |
| 2011 |                   | Låt den rätte komma in Jakob Hultcrantz Hansson                                         | Jakob Hultcrantz Hansson | Uppsala stadsteater      |
| 2013 |                   | Teatermannen förändrar världen Erik Holmström och David Rangborg                        | Erik Holmström           | Borås stadsteater        |
| 2014 | Victor            | Sylvi Minna Canth                                                                       | Jenny Andreasson         | Göteborgs stadsteater    |
| 2014 |                   | Tartuffe (Tartuffe, ou l'Imposteur) Molière                                             | Tobias Theorell          | Göteborgs stadsteater    |
| 2014 |                   | Flotten, Hemmet, Sandlådan 2014 Kent Andersson, Bengt Bratt och Mattias Andersson       | Mattias Andersson        | Göteborgs stadsteater    |
| 2015 |                   | Spår (av Antigone) Christina Ouzounidis                                                 | Pontus Stenshäll         | Göteborgs stadsteater    |
| 2015 |                   | Vad är det som händer? Erik Holmström                                                   | Nora Nilsson             | Riksteatern              |
| 2017 | Chefen Sven       | Norrtullsligan Elin Wägner                                                              | Carolina Frände          | Kulturhuset Stadsteatern |
| 2018 | Arthur Stanley    | Ett skri i natten Anders Lundin & Hans Marklund                                         | Hans Marklund            | Uppsala stadsteater      |
| 2018 |                   | Rickard III (The Life and Death of King Richard the Third) William Shakespeare          | Kjersti Horn             | Uppsala stadsteater      |
| 2020 |                   | Pitbull (Pit-bull) Lionel Spycher                                                       | Affe Ashkar              | Uppsala stadsteater      |
| 2021 |                   | Rann heter egentligen något annat Staffan Göthe                                         | Carolina Frände          | Uppsala stadsteater      |
| 2021 | Knut Fraenkel     | De förlorade hjältarnas land Jonas Österberg Nilsson                                    | Jonas Österberg Nilsson  | Uppsala stadsteater      |
| 2022 | Volodja           | Kära Jelena (Дорогая Елена Сергеевна, Dorogaya Yelena Sergeyevna) Ljudmila Razumovskaja | Jonas Österberg Nilsson  | Uppsala stadsteater      |
| 2022 | Jonathan Brewster | Arsenik och gamla spetsar (Arsenic and Old Lace) Joseph Kesselring                      | Philip Zandén            | Uppsala stadsteater      |
| 2024 |                   | Folkets fiende (En folkefiende) Henrik Ibsen                                            | Philip Zandén            | Uppsala stadsteater      |
| 2024 |                   | Rosens namn (Il nome della rosa) Umberto Eco                                            | Carolina Frände          | Uppsala stadsteater      |

## Radio
- 2011 - 2013 Surdegshotellet